# Kelsea Ballerini
Pour les articles homonymes, voir Ballerini.
 (décembre 2016).
Le contenu est difficilement compréhensible vu les erreurs de traduction, qui sont peut-être dues à l'utilisation d'un logiciel de traduction automatique.
Kelsea Nicole Ballerini (née le 12 septembre 1993) est une chanteuse et auteure-compositrice-interprète américaine de musique country pop, signée sur le label Black River Entertainment. Nommée quatre fois aux Grammy Awards, elle connaît le succès à partir des années 2010, honorée par le Gene Weed Milestone Award aux Academy of Country Music Awards et le Rising Star Award aux Billboard Women in Music.

## Carrière

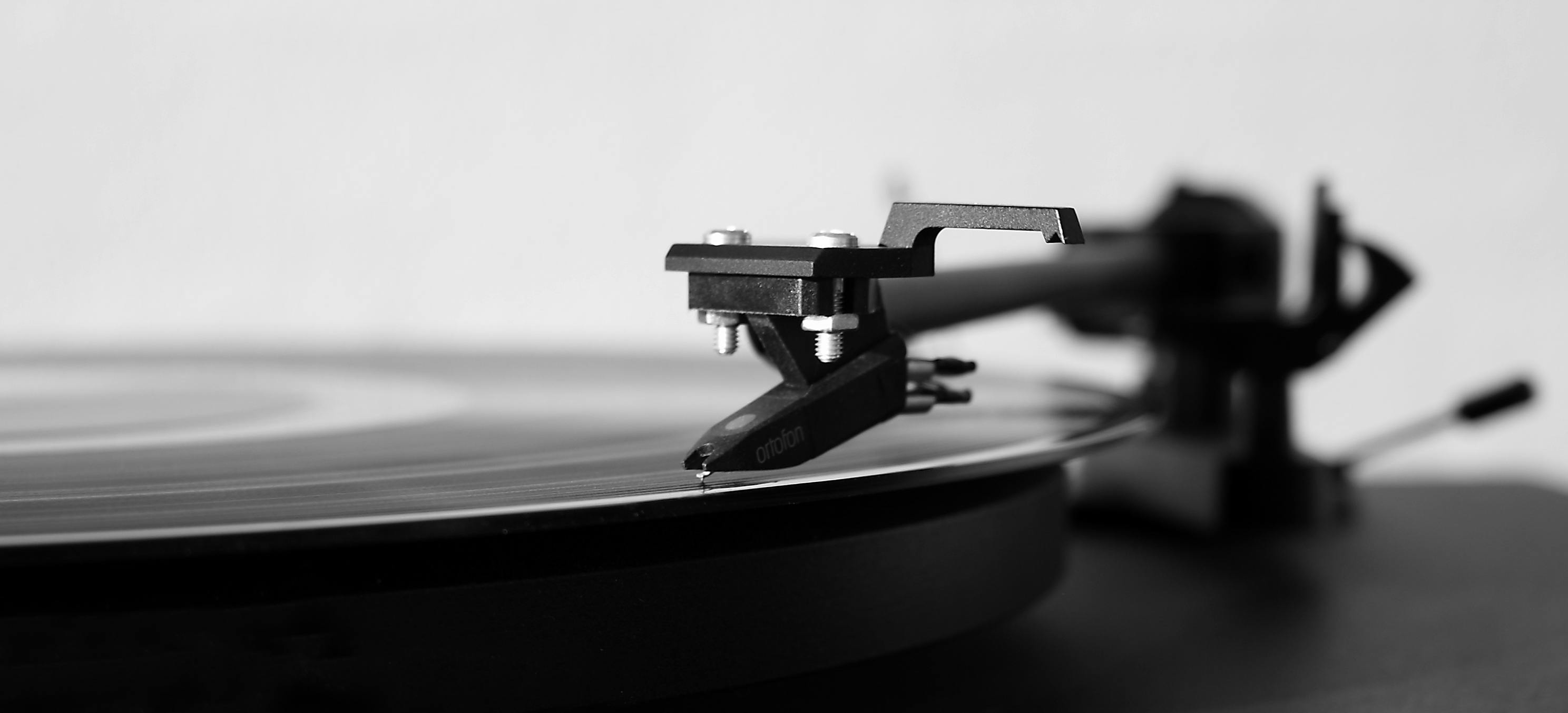

Kelsea Ballerini est née à Mascot, dans le Tennessee, et a grandi à Knoxville. Son père, un programmeur de radio country, est d'origine italienne,. Sa mère a travaillé dans le marketing pour Thomas Nelson Bible publishing et un parrainage de la société. Elle commence à prendre des leçons de danse à trois ans, et s'arrête dix ans plus tard. Elle chante à l'église et à la chorale de l'école.
À 19 ans, elle signe un contrat avec le label Black River Entertainment.
Fin 2014, elle sort son premier single Love Me Like You Mean It, qui a fait ses débuts sur le classement Country Airplay en octobre 2014. Elle a sorti un album éponyme extended play pour le label en novembre. Elle a été nommée parmi les artistes féminines Country au CMT en 2014. Elle a interprété pour la première fois sur le plateau du show Grand Ole Opry, le 14 février 2015, Love Me Like You Mean It. Dans le classement en date du 4 juillet 2015, Love Me Like You Mean It atteint le numéro un sur le Billboard Pays Airplay graphique, faisant de Ballerini la première artiste solo féminine country à faire un hit avec son premier single depuis Carrie Underwood avec Jesus, Take the Wheel en 2006, et seulement la onzième de l'histoire à réaliser cet exploit. Ballerini est aussi devenue le cinquième artiste solo féminine de la musique country. Elle réalise coup sur coup des hits avec ses deux premiers singles quand Dibs atteint le sommet du Country Airplay Chart. Elle est devenue la première à le faire depuis Jamie O'Neal (en) en 2001. L'album du troisième single, Peter Pan, a été publié sur les radios country le 21 mars 2016. Peter Pan atteint à la fois le Country Airplay et le Hot Country Songs charts en septembre, qui en fait le premier solo féminin de Country Music au top simultanément. C'est également le premier album solo Country féminin à avoir ses trois premiers singles numéro un depuis Wynonna Judd en 1992. Le quatrième single de l'album, Yeah Boy, a été publié sur les radios country, le 10 octobre 2016.
Le 14 février 2023, Kelsea Ballerini sort son deuxième « Extended Play » (EP) à la suite de son divorce avec le musicien australien Morgan Evans. La chanteuse sort en même temps un court métrage du même nom qui explore les enjeux liés à la dissolution très publique de son mariage. Cette vidéo d’une vingtaine de minutes fait allusion à chacune des pièces qui composent le EP. On voit l’artiste dans un Penthouse alors qu’elle se rend compte qu’elle veut mettre fin à sa relation amoureuse. Elle chante entre autres la ligne frappante : “I’m wearing the ring still, but I think I‘m lying” (« Je porte toujours la bague, mais je pense que je mens »).
Les réactions face aux projets ont été très positives et le EP fut nommé pour l'album de l'année lors de la 57e édition des CMA Awards en plus de faire partie des nominations du meilleur album country lors de la 66e édition des Grammy Awards et de s’être placé en 98e position des meilleurs albums de 2023 par Rolling Stone.
À la suite de l’annonce surprise de ce nouveau projet, la chanteuse s'est confiée sur ses réseaux sociaux :
« Ironiquement, j'ai commencé à écrire de la musique parce que mes parents ont divorcé ; c'était ma thérapie. Rolling Up The Welcome Mat est la manière par laquelle j'ai tout assimilé. C'est ainsi que j'ai extériorisé mes sentiments et que je les ai mis en musique, ce qui est la façon la plus pure pour moi de traiter ce sujet »
Son prochain album, « Patterns » sortira le 25 octobre 2024. La chanteuse laisse supposer que celui-ci sera un recueil de chansons qui sont de véritables aperçus de sa vie. Il ne s'agira pas principalement d'une histoire d'amour, mais plutôt d'une analyse de soi et des personnes que l'on aime dans l’optique de grandir. Pour réaliser « Patterns », Ballerini a fait appel à une équipe entièrement féminine. Elle a coproduit et coécrit l'album avec Alysa Vanderheym, et a également travaillé avec les auteurs Jessie Jo Dillon, Karen Fairchild de Little Big Town et Hillary Lindsey.

## Influences
Ballerini a été influencée par deux artistes des musiques pop et country. Initialement influencée par la musique pop, Ballerini déclare : « J'ai grandi avec le top 40. Je ne savais pas ce qu'était la musique country, ce qui est d'autant plus drôle que j'ai grandi dans une ferme de l'Est du Tennessee ». Ballerini cite Britney Spears, Christina Aguilera et NSYNC parmi les premiers artistes qui l'ont influencée. Ce n'est que lorsque Ballerini entend Stupid Boy de Keith Urban qu'elle décide de se focaliser sur la musique country en écoutant des albums de Taylor Swift, Sugarland et Dixie Chicks. Ballerini présente Shania Twain comme sa plus grande influence. Elle interprète fréquemment des chansons enregistrées à l'origine par Alison Krauss.

## Discographie

### Albums Studios
| Titre             | Détails | Meilleurs classements | Meilleurs classements | Meilleurs classements | Meilleurs classements | Certifications | Ventes         |
| Titre             | Détails | US Country            | US                    | US Indie              | AUS                   | Certifications | Ventes         |
| ----------------- | --- | --------------------- | --------------------- | --------------------- | --------------------- | -------------- | -------------- |
| The First Time    | - Date de sortie : 19 mai 2015 - Label : Black River Entertainment - Formats : CD, téléchargement numérique, vinyle | 4                     | 31                    | 4                     | 33                    | - RIAA : Or    | - US : 207 900 |
| Unapologetically  | - Date de sortie : 3 novembre 2017 - Label : Black River Entertainment - Formats : CD, téléchargement numérique     |                       | 7                     |                       | 12                    | - RIAA : Or    | - US : 157 600 |
| Kelsea            | Date de sortie: 20 mars 2020 Label: Black River Entertainment Formats: CD, téléchargement numérique, vinyle         | 2                     | 12                    | 2                     | 27                    | - RIAA : Or    |                |
| Ballerini         | Date de sortie: 11 septembre 2020 Label: Black River Entertainment Formats: CD, téléchargement numérique            | 9                     | 89                    |                       |                       |                |                |
| SUBJECT TO CHANGE | Date de sortie: 23 septembre 2022 Label: Black River Entertainment Formats: CD, téléchargement numérique, vinyle    | 3                     | 18                    | 4                     | 7                     |                |                |

### Extended Plays
| Titre                      | Détails | Meilleurs Classements | Meilleurs Classements | Meilleurs Classements | Meilleurs Classements | Meilleurs Classements | Ventes       |
| Titre                      | Détails | US Country            | US                    | US Indie              | AUS                   | US Heat               | Ventes       |
| -------------------------- | --- | --------------------- | --------------------- | --------------------- | --------------------- | --------------------- | ------------ |
| Kelsea Ballerini           | - Date de sortie : 24 novembre 2014 - Label : Black River Entertainment - Format : téléchargement numérique         | 40                    |                       |                       |                       | 12                    | - US : 7 400 |
| Rolling Up the Welcome Mat | - Date de sortie: 14 février 2023 - Label: Black River Entertainment - Format: CD, téléchargement numérique, vinyle | 11                    | 48                    | 5                     | 5                     |                       |              |

### D'autres apparitions
| Titre            | Année | Artiste      | Album           |
| ---------------- | ----- | ------------ | --------------- |
| First Time Again | 2016  | Jason Aldean | They Don't Know |

### Clips
| Année | Vidéo                               | Réalisateur     |
| ----- | ----------------------------------- | --------------- |
| 2014  | Love Me Like You Mean It (acoustic) | Robert Chavers  |
| 2015  | Love Me Like You Mean It            | Kristin Barlowe |
| 2015  | Dibs                                | Robert Chavers  |
| 2016  | Peter Pan                           | Kristin Barlowe |

## Prix et nominations
| Année | Cérémonie                        | Catégorie | Résultats  | Ref    |
| ----- | -------------------------------- | --- | ---------- | ------ |
| 2015  | CMT Music Awards                 | Breakthrough Video of the Year Love Me Like You Mean It (en)                                                                  | Nomination | [ 30 ] |
| 2015  | Country Music Association Awards | Female Vocalist of the Year                                                                                                   | Nomination | [ 31 ] |
| 2015  | Country Music Association Awards | New Artist of the Year | Nomination | [ 31 ] |
| 2015  | American Music Awards            | Favorite Country Female Artist                                                                                                | Nomination | [ 32 ] |
| 2015  | Billboard's Women in Music       | Rising Star | Lauréat    | [ 33 ] |
| 2016  | ACM Awards                       | New Female Vocalist of the Year                                                                                               | Lauréat    | [ 34 ] |
| 2016  | ACM Awards                       | Female Vocalist of the Year                                                                                                   | Nomination | [ 35 ] |
| 2016  | Teen Choice Awards               | Meilleure artiste féminine de musique Country                                                                                 | Nomination | [ 36 ] |
| 2016  | Teen Choice Awards               | Meilleure musique country Peter Pan (chanson) (en)                                                                            | Nomination | [ 37 ] |
| 2016  | Country Music Association Awards | Female Vocalist of the Year                                                                                                   | Nomination | [ 38 ] |
| 2016  | Country Music Association Awards | New Artist of the Year | [ 38 ]     |        |
| 2016  | American Music Awards            | Favorite Country Female Artist                                                                                                | Nomination | [ 39 ] |
| 2017  | People's Choice Awards           | Favorite Country Female Artist                                                                                                | En attente | [ 40 ] |
| 2017  | Grammy Awards                    | Best New Artist | Nomination |        |
| 2017  | Radio Disney Music Awards        | Breakout Artist of the Year                                                                                                   | Nomination |        |
| 2017  | Radio Disney Music Awards        | Country Favorite Artist | Lauréat    |        |
| 2017  | Radio Disney Music Awards        | Country Favorite Song "Peter Pan"                                                                                             | Lauréat    |        |
| 2017  | Radio Disney Music Awards        | Best Crush Song "Yeah Boy" | Nomination |        |
| 2017  | Kids' Choice Awards              | Favorite New Artist | Nomination |        |
| 2017  | iHeartRadio Music Awards         | Best New Artist | Lauréat    |        |
| 2017  | iHeartRadio Music Awards         | Best New Country Artist | Lauréat    |        |
| 2017  | Academy of Country Music Awards  | Female Vocalist of the Year                                                                                                   | Nomination |        |
| 2017  | Academy of Country Music Awards  | Video of the Year "Peter Pan"                                                                                                 | Nomination |        |
| 2017  | CMT Music Awards                 | Video of the Year "Peter Pan"                                                                                                 | Nomination |        |
| 2017  | CMT Music Awards                 | Female Video of the Year "Peter Pan"                                                                                          | Nomination |        |
| 2017  | CMT Music Awards                 | CMT Performance of the Year "You're Still the One/Any Man of Mine/Man! I Feel Like a Women (with Meghan Trainer & Jill Scott) | Nomination |        |
| 2017  | Academy of Country Music Awards  | Gene Weed Milestone Award | Lauréat    |        |
| 2017  | Teen Choice Awards               | Choice Country Artist | Nomination |        |
| 2017  | Country Music Association Awards | Female Vocalist of the Year                                                                                                   | Nomination |        |
| 2018  | Academy of Country Music Awards  | Female Vocalist of the Year                                                                                                   | Nomination |        |
| 2018  | Academy of Country Music Awards  | Video of the Year "Legends"                                                                                                   | Nomination |        |
| 2018  | Radio Disney Music Awards        | Country Favorite Artist | Lauréat    |        |
| 2018  | Radio Disney Music Awards        | Country Favorite Song "Legends"                                                                                               | Lauréat    |        |
| 2018  | Billboard Music Awards           | Top Female Country Artist | Nomination |        |
| 2018  | American Music Awards            | Favorite Female Artist - Country                                                                                              | Nomination |        |
| 2019  | Grammy Awards                    | Best Country Album "Unapologetically"                                                                                         | Nomination |        |
| 2019  | CMT Music Awards                 | Video of the Year: "Miss Me More"                                                                                             | Nomination |        |
| 2019  | CMT Music Awards                 | Female Video of the Year: "Miss Me More"                                                                                      | Nomination |        |
| 2019  | Teen Choice Awards               | Choice Country Artist | Nomination |        |
| 2019  | Teen Choice Awards               | Choice Country Song: "Miss Me More"                                                                                           | Nomination |        |
| 2019  | Country Music Association Awards | Female Vocalist of the Year                                                                                                   | Nomination |        |
| 2020  | Academy of Country Music Awards  | Female Artist of the Year | Nomination |        |
| 2020  | CMT Music Awards                 | Video of the Year: "Homecoming Queen?"                                                                                        | Nomination |        |
| 2020  | CMT Music Awards                 | Female Video of the Year: "Homecoming Queen?"                                                                                 | Nomination |        |
| 2020  | CMT Music Awards                 | CMT Performance of the Year: "Graveyard"                                                                                      | Nomination |        |
| 2021  | Academy of Country Music Awards  | Female Artist of the Year | Nomination |        |
| 2021  | CMT Music Awards                 | Video of the Year: "Home in the Bottle"                                                                                       | Nomination |        |
| 2021  | CMT Music Awards                 | Female Video of the Year: "Hole in the Bottle"                                                                                | Nomination |        |
| 2021  | CMT Music Awards                 | CMT Performance of the Year: "The Other Girl" (with Halsey)                                                                   | Lauréat    |        |
| 2021  | Country Music Association Awards | Musical Event of the Year: "Half my Hometown" (with Kenny Chesney)                                                            | Lauréat    |        |
| 2021  | Country Music Association Awards | Video of the Year: "Half my Hometown" (with Kenny Chesney)                                                                    | Lauréat    |        |
| 2022  | Academy of Country Music Awards  | Music Event of the Year: "Half of my Hometown" (with Kenny Chesney)                                                           | Nomination |        |
| 2022  | CMT Music Awards                 | Video of the Year: "Half of my Hometown" (with Kenny Chesney)                                                                 | Nomination |        |
| 2022  | CMT Music Awards                 | Collaborative Video of the Year: "Half of my Hometown" (with Kenny Chesney)                                                   | Nomination |        |
| 2022  | CMT Music Awards                 | CMT Performance of the Year "I Quit Drinking" (with Paul Klein)                                                               | Nomination |        |
| 2023  | Grammy Awards                    | Best Country Solo Performance "Heartfirst"                                                                                    | Nomination |        |

## Tournées
Tête d'affiche :
- The First Time Tour (2016)

Première partie : 
- Wheels Up Tour (en) (2015) avec Lady Antebellum, Hunter Hayes, et Sam Hunt
- Just the Right Kind of Crazy Tour (2015) avec Dan + Shay
- Rhythm And Roots Tour (2016) avec Rascal Flatts

## Apparitions à la télévision
| Année | Série              | Role                             | Notes |
| ----- | ------------------ | -------------------------------- | ----- |
| 2016  | Greatest Hits (en) | présentation (avec Arsenio Hall) |       |